# Línea Roja (Metro de Lisboa)
La Línea Roja o Línea del Oriente (en portugués Linha Vermelha o Linha do Oriente) es una de las cuatro líneas del Metro de Lisboa. Tiene alrededor de 10,6 kilómetros de longitud con 12 estaciones, sirviendo al cuadrante noreste de la ciudad de Lisboa, y ofrece combinaciones en tres estaciones de correspondencia con las líneas Azul (en la estación São Sebastião), Amarilla (Saldanha) y Verde (Alameda).
En 2023 transportó 28,8 millones de pasajeros.

## Historia
En 1998 se inauguró la línea Roja, la primera línea completamente independiente de la red, conectando la estación Alameda (de la línea Verde) con seis nuevas estaciones (Olaias, Bela Vista, Chelas, Olivais, Cabo Ruivo y Oriente) para servir a Parque de las Naciones, donde desde el 22 de mayo de ese año se desarrolló la Expo '98. La nueva línea comenzó a funcionar tres días antes la inauguración de la exposición internacional, aunque Cabo Ruivo recién estuvo operativa el 18 de julio y Olivais el 7 de noviembre de ese mismo año.
El 29 de agosto de 2009 se inauguró la extensión del tramo entre Alameda, Saldanha (de la línea Amarilla) y São Sebastião (línea Azul), con lo que se concretó la correspondencia con todas las líneas de la red.
El 17 de julio de 2012 sumó la extensión entre Oriente y el aeropuerto de Portela, con tres nuevas estaciones: Moscavide, Encarnação y Aeroporto.

## Estaciones
| utKBHFa + utSTRq |

| utTHSTt |

| utABZgl |

| utTHSTt |

| utHST |

| utHST |

| utSTRe |

| umKRZo |

| utSTRa |

| utHST |

| utHST |

| utHST |

| utHST |

| utHST |

| utABZgl | uextSTR+r |

| utSTR | uextHST |

| utSTR | uextKBHFe |

| utHST |

| utKBHFe |

## Características de los tramos
Según datos de 2023, el tramo de la línea Roja con mayor distancia entre estaciones era Encarnação – Aeroporto, de 1430 metros, y el tramo de menor distancia era Olivais - Cabo Ruivo, de 690 metros. En tanto, el tramo con mayor cantidad de pasajeros en 2023 fue Alameda - Olaias, con 26,3 millones de pasajeros en el año, y el de menor cantidad fue Encarnação - Aeroporto, con 6,8 millones de pasajeros.

## Planes de expansión
La línea Roja se extendería hacia el oeste, desde la estación São Sebastião hasta la zona de Alcântara, con cuatro nuevas estaciones en 4,1 kilómetros: Amoreiras (en inmediaciones del Centro Comercial Amoreiras, a 18 metros de profundidad), Campo de Ourique (en cercanías de la iglesia del Santo Condestável, a 35 metros de profundidad), Infante Santo (junto al parque Tapada das Necessidades, a 19 metros de profundidad) y Alcântara (cerca de la estación ferroviaria Alcântara-Terra, sobre un viaducto). Si bien el proyecto se aprobó en septiembre de 2021, las obras no se habían iniciado en marzo de 2025 y no había confirmación oficial sobre posibles demoras en la inauguración de la expansión, inicialmente prevista para 2026.
Según estimaciones oficiales, el nuevo tramo de la línea Roja permitirá en el primer año de operaciones un aumento de 11 millones de pasajeros en toda la red del metro, así como retirar la circulación diaria de 3700 vehículos particulares.